# Holly Halston
Holly Halston (Hollywood, California; 31 de diciembre de 1974) es una actriz pornográfica y bailarina de estriptis estadounidense.

## Carrera
Holly comenzó su carrera delante de las cámaras de cine erótico en 2001 a los 27 años, trabajando como estríper a la vez que en su carrera porno. Es conocida por su trabajo en películas de temática maduras o Milf. Finalmente se retiró en marzo de 2015.